# Elly Senger-Weiss
Elly Senger-Weiss  ist eine österreichische Filmproduzentin und Regisseurin.

## Leben
Elisabeth Senger-Weiss absolvierte das Studium der Rechtswissenschaften an der Universität Wien. Anschließend arbeitete sie für mehrere Jahre als Beraterin in verschiedenen Branchen. Es folgten Studien an der an London Film Academy und der New York Film Academy.
Sie ist Gründerin und Geschäftsführerin der Filmproduktionsfirma ELLLY FILMS mit Sitz in Wien. 2025 gründete Elly Senger-Weiss mit Octavio Llano die OCTEL FILMS in Madrid.
Neben ihrer Tätigkeit als Filmproduzentin ist Elly Senger-Weiss Geschäftsführerin der Villa Weiss, einem Boutique-Hotel am Attersee.

## Filmografie (Auswahl)
- 2015: Lou Andreas Salome
- 2015: Home Is Here
- 2016: Unterwegs in Österreich – Westautobahn, Tauernautobahn, Südautobahn (Dokumentarfilm, auch Mitautorin am Buch und Co-Regisseurin)
- 2019: Höhenluft
- 2019: Peak of Emotions (Kurzfilm, auch Co-Regisseurin)
- 2020: Domingo
- 2021: Selfiemania (auch Co-Regisseurin)
- 2021: Alle für Uma (Tutti per Uma) (auch Mitautorin am Buch und Co-Regisseurin)
- 2021: Mario Rigoni Stern (Dokumentarfilm)
- 2023: Follia
- 2023: Good Vibes
- 2023: LaRoy
- 2023: Die Höhenluft – für alle und keinen
- 2024: Im Haus der alten Augustin
- 2024: Brûle le sang
- 2024: Blinker